# Otto Cimrman
Otto Cimrman, uváděný i jako Otakar, Ottakar, Oto nebo Ota (1. května 1925, Chomutov – 11. června 1988) byl československý hokejista, střední útočník.

## Hráčská kariéra
Jako reprezentant se zúčastnil olympiády v roce 1956, kde Československo skončilo na 5. místě. V reprezentačním dresu nastoupil pouze ve 3 utkáních na této olympiádě, gól nedal. V lize hrál za KLH Chomutov.

## Zajímavost
Jeho příjmení se v 60. letech stalo náhodnou inspirací Jiřímu Šebánkovi pro pojmenování postavy Járy Cimrmana.